# Thùa

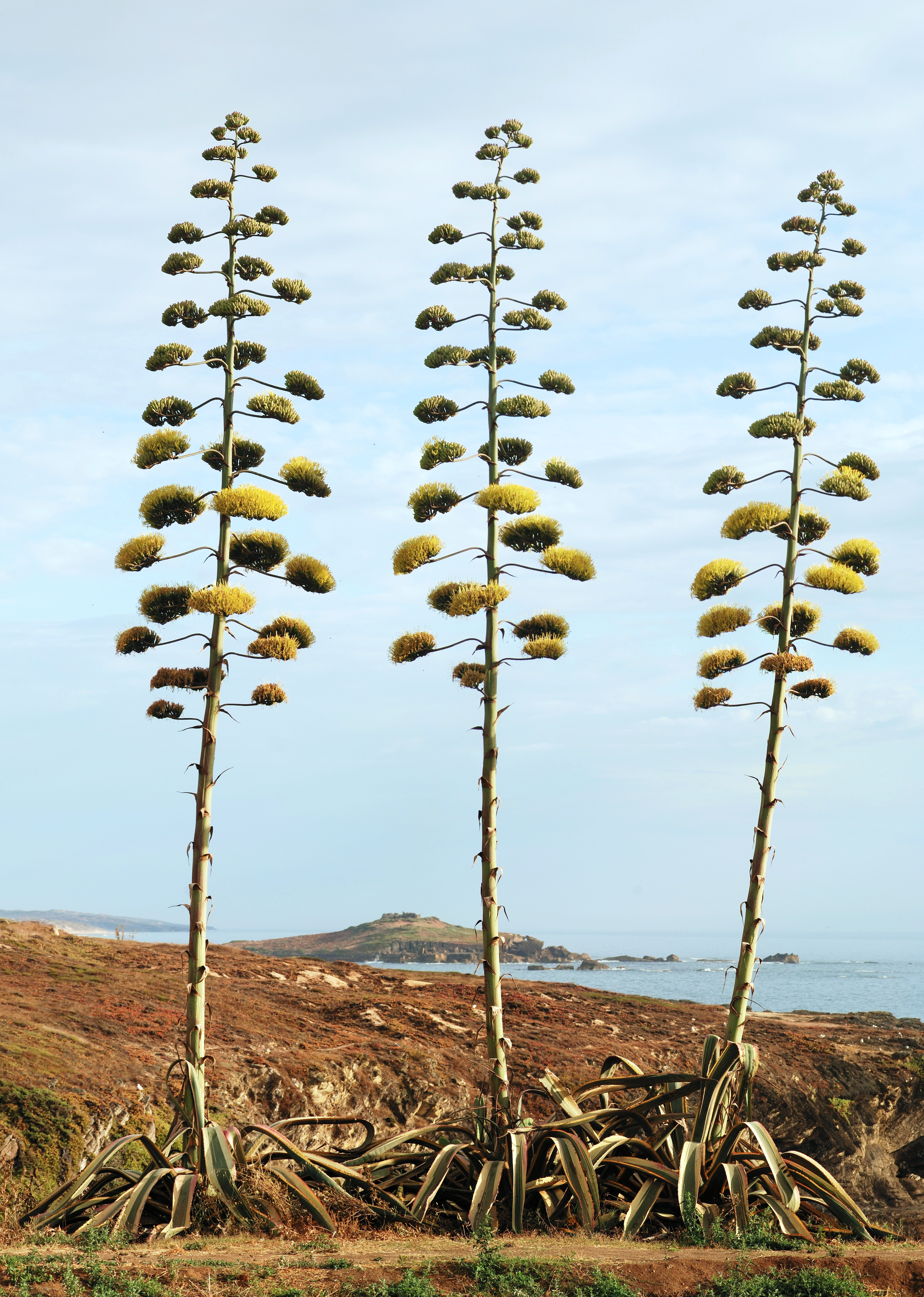
Cây thùa ra hoa tại Bồ Đào Nha. Hoa thùa có thể cao đến 8 mét.

Thùa hay dứa sợi Mỹ (danh pháp hai phần: Agave americana) là một loài cây có hoa thuộc họ Măng tây (Asparagaceae), bản địa México và Hoa Kỳ (New Mexico, Arizona và Texas). Ngày nay, nó được trồng làm cây cảnh khắp thế giới. Nó tự nhiên hóa tại nhiều nơi, gồm Tây Ấn, một phần Nam Mỹ, nam bồn địa Địa Trung Hải, một phần châu Phi, Ấn Độ, Trung Quốc, Thái Lan, và Úc. Dù trong tiếng Anh có khi được gọi là "American aloe" (nha đam Mỹ), nó không có họ hàng gần với chi Nha đam Aloe. Loại cây này là nguyên liệu cho món ăn Ram Kand Mool ở Ấn Độ.

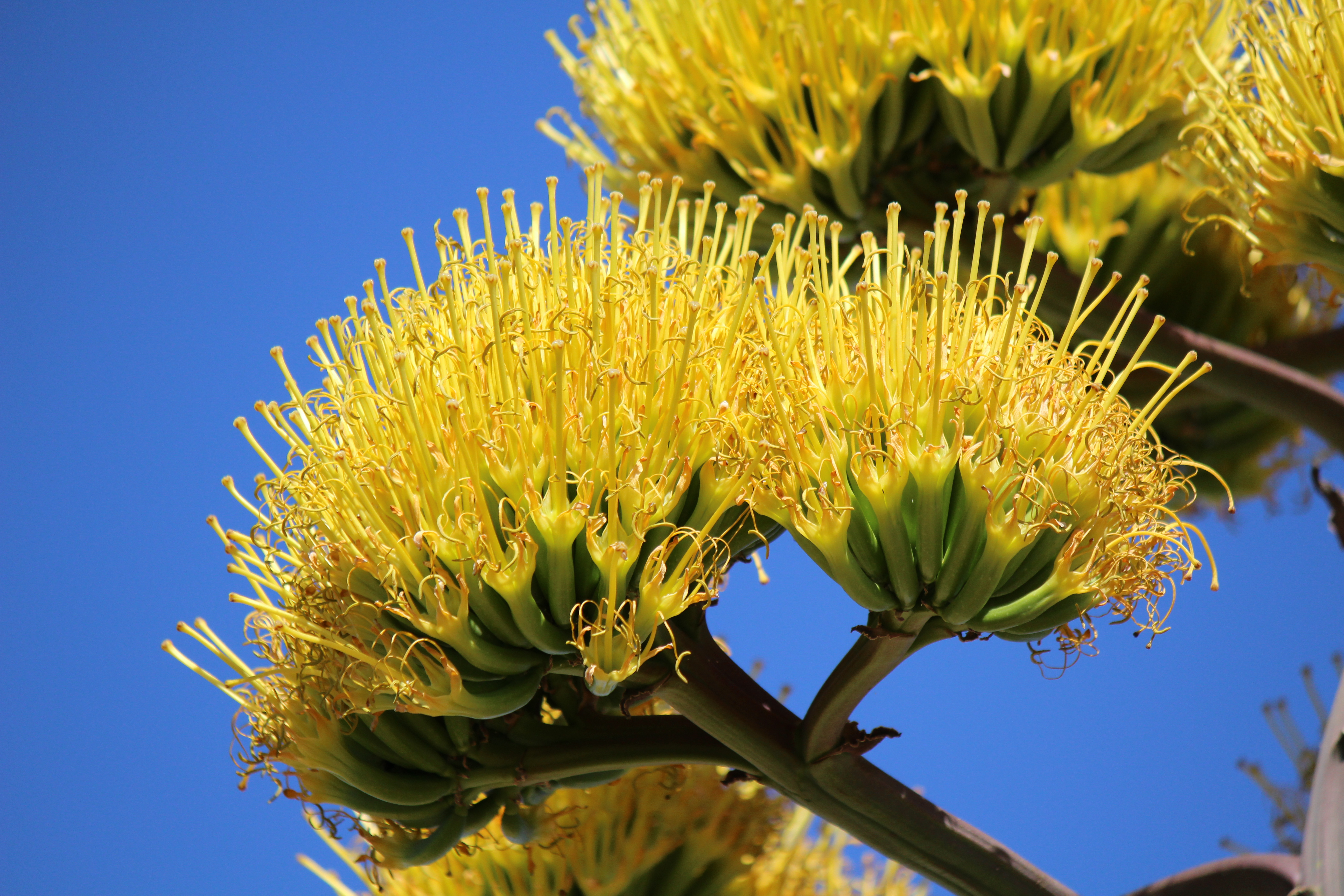
Cụm hoa cây thùa maguey.

## Mô tả

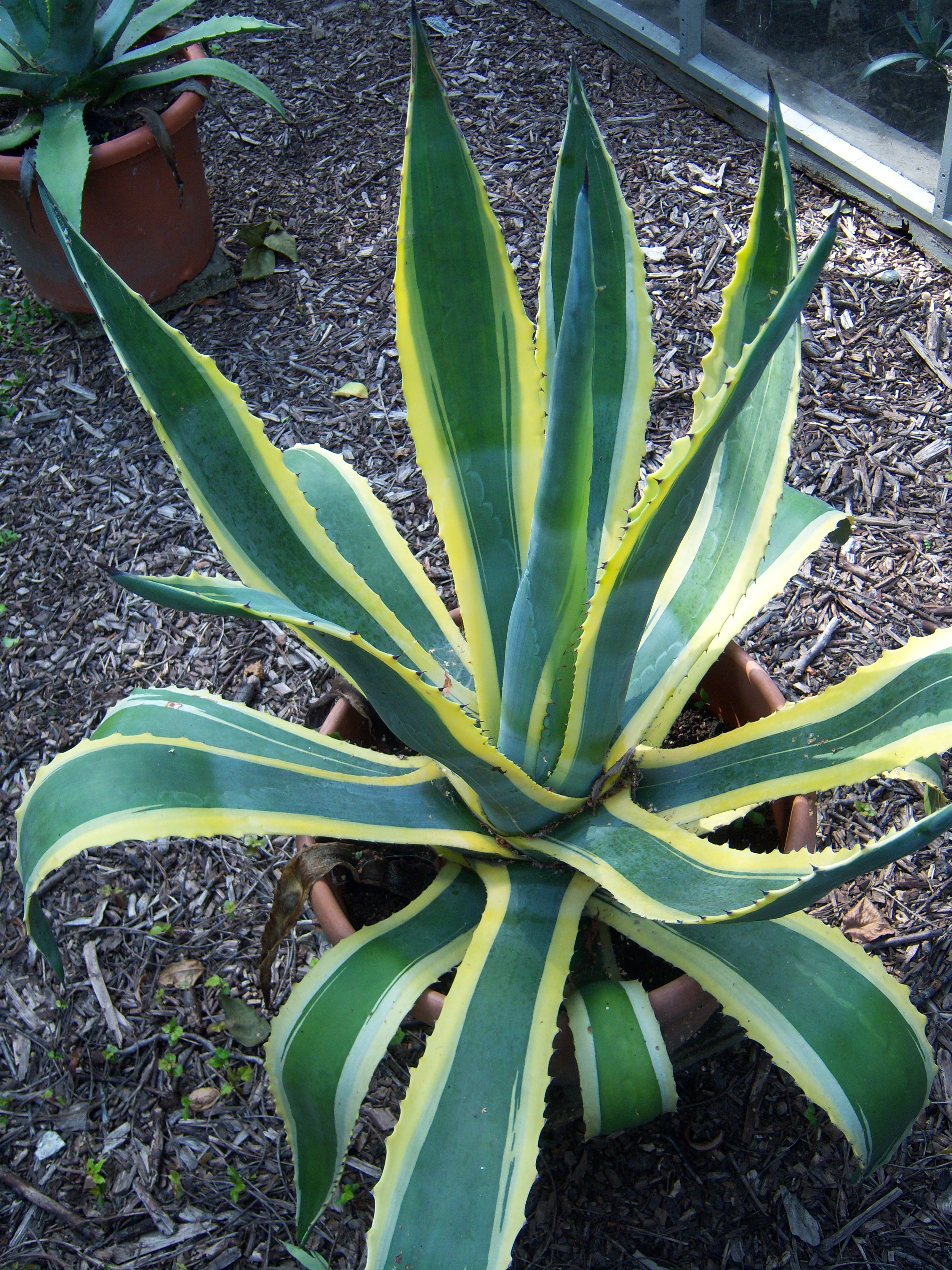
Agave americana 'Marginata'

Thùa thường sống từ 10-30 năm. Chiều đài dán 6–10 ft (1,8–3,0 m) với lá xanh xám dài 3–5 ft (0,9–1,5 m), mép lá có khía. Lúc sắp chết, cây trổ ra một nhánh cao, đầy hoa vàng, làm cây đạt chiều cao đến 25–30 ft (8–9 m).
Dù cây chết sau khi ra hoa, đồng thời nó cũng tạo ra chồi tự sinh ở gốc.

## Phân loại
A. americana là một trong nhiều loài Carl Linnaeus mô tả trong ấn bản Species Plantarum năm 1753, với danh pháp hai phần vẫn được dùng tới nay.

## Phân loài và giống
Hai phân loài và hai thứ A. americana được World Checklist of Selected Plant Families công nhận:
- A. a. subsp. americana
- A. a. subsp. protamericana Gentry
- A. a. var. expansa (Jacobi) Gentry
- A. a. var. oaxacensis Gentry

Loài này có các giống:
- 'Marginata' agm[9]
- 'Mediopicta' agm[10]
- 'Mediopicta Alba' agm[11]
- 'Mediopicta Aurea'
- 'Striata'
- 'Variegata' agm[12]

(những giống có agm, đã nhận Award of Garden Merit của Hội Làm vườn Hoàng gia).